# Сухий Ручей (Бурятія)
Сухи́й Руче́й (рос. Сухой Ручей) — село Бичурського району, Бурятії Росії. Входить до складу Сільського поселення Дунда-Кіретське. Населення — 325 осіб (2015 рік).